# Język kui (timor-alor-pantar)
Język kui, także: masin-lak, lerabain, kiraman-kui – język papuaski używany w prowincji Małe Wyspy Sundajskie Wschodnie w Indonezji, w kilku wsiach na wyspie Alor. Należy do grupy języków alor-pantar. Grupa etniczna Kui liczy 833 osób (dane szacunkowe z 2013), ale nie wszystkie osoby posługują się tym językiem.
Ludność Kui zamieszkuje przede wszystkim rejon nadbrzeżny wyspy. Publikacja Ethnologue (wyd. 18, 2015) do obszaru użytkowania języka kui zalicza wsie: Lerabaing, Buraga, Moru, Sibera, Kapebang. Kui dzieli się na dialekty: batulolong, kiramang (kramang), kui właściwy (buraga, lerabaing). Sami użytkownicy określają swój język jako „Masin lak”. „Masin” to miejscowa nazwa grupy etnicznej.
W odróżnieniu od większości grup etnicznych regionu ludność Kui wyznaje islam. Według miejscowej tradycji islam rozprzestrzenił się pod wpływem Sułtanatu Ternate. Status dialektu kiramang nie został rozstrzygnięty, bywa rozpatrywany odrębnie. Lokalnie kiramang uchodzi za oddzielny język; mieszkańcy wsi Sibera i Batulolong to bowiem chrześcijanie, poza tym odnotowano różnice leksykalne między odmianami wsi Batulolong i Lerabaing. Jedynie część użytkowników kiramang i kui uznaje wspólną tożsamość językową.
Posługuje się nim niewielka społeczność i jest zagrożony wymarciem, gdyż wzrasta użycie malajskiego alorskiego. Według doniesień z 2011 r. jedynie we wsi Lerabaing pozostaje preferowanym środkiem komunikacji (wśród 119 osób). Katubi (2011) stwierdza, że malajski alorski zaczął wkraczać do sfery kontaktów domowych i sąsiedzkich. Wiele osób z ludu Kui wyemigrowało do miejscowości Moru, gdzie ich rodzimy język nie odgrywa dominującej roli. W Buraga i Moru używane są również inne języki wyspy; w języku młodszego pokolenia stwierdzono silny wpływ gramatyki indonezyjskiej. Zaobserwowano także zanik lokalnej tradycji ustnej (m.in. utworów lego-lego).
Materiały nt. tego języka to m.in. listy słownictwa i prace poświęcone aspektom gramatyki (z II poł. XX w. i XXI w.). Sporządzono też skrótowy słownik (Kamus kecil bahasa Kui, 2013) i wstępny opis gramatyczny (Kui, w: The Papuan languages of Timor, Alor and Pantar: Sketch grammars, 2017) . Badania etnolingwistyczne w regionie prowadzono pod auspicjami Indonezyjskiego Instytutu Nauk.